# Anthidium flavolineatum
Anthidium flavolineatum är en biart som beskrevs av Smith 1879. Anthidium flavolineatum ingår i släktet ullbin, och familjen buksamlarbin. Inga underarter finns listade i Catalogue of Life.